# Gibó huloc oriental
El gibó huloc oriental (Hoolock leuconedys) és un primat de la família dels gibons (Hylobatidae). Aquesta espècie viu a l'extrem oriental d'Assam i parts d'Arunachal Pradesh, Myanmar a l'est del Chindwin i al sud-oest de Yunnan (Xina).

## Classificació
Mootnick i Groves afirmaren que els gibons huloc no pertanyen al gènere Bunopithecus i els classificaren en un nou gènere, Hoolock. Apuntaren que aquest gènere contenia dues espècies distintes anteriorment considerades com a subespècies: Hoolock hoolock i Hoolock leuconedys.